# Єзекія Джослін
Єзекія Джослін (англ. Hezekiah Joslyn, нар. 1797 — пом. 30 жовтня 1865) — американський лікар і прихильник аболіціонізму.
Працював лікарем в окрузі Онондага, штат Нью-Йорк, з 1823 року, а 1865 року був офіцером медичного товариства округу. Був одним із засновників Партії свободи, що почала діяльність у 1840-х роках.
Донька Єзекії Матильда Джослін Гейдж була суфражисткою, видатною аболіціоністкою, а також свекрухоюФренка Баума, автора «Чарівника країни Оз».
Їхнім домом у Фейетвіллі, Нью-Йорк, де помер Єзекія, була станція підземної залізниці. На його надгробку біля його колишнього будинку в Ціцероні написано «Ранній аболіціоніст». Джослін проживав за адресою, яка сьогодні (2020 рік) є 8560 Brewerton Rd., Цицеро, Нью-Йорк. Його маєток розглядають як потенційний археологічний об'єкт.